# Fernando Costanza
Fernando Peixoto Costanza (* 29. November 1998 in Rio de Janeiro) ist ein brasilianischer Fußballspieler.

## Karriere
Costanza begann seine Karriere bei Botafogo FR. Im Mai 2017 stand er erstmals im Profikader von Botafogo. In der Saison 2017 kam er allerdings nie zum Einsatz. Im August 2018 wechselte er leihweise nach Frankreich zum OSC Lille. In Lille spielte er insgesamt zehnmal für die viertklassige Reserve. Im April 2019 wurde die Leihe vorzeitig beendet und der Verteidiger kehrte nach Rio de Janeiro zurück. Dort gab er schließlich im Mai 2019 gegen den Fortaleza EC sein Debüt in der Série A. In der Saison 2019 kam er insgesamt zu 22 Einsätzen in der höchsten brasilianischen Spielklasse.
In der Saison 2020 absolvierte er zwei Partien, ehe er während der laufenden Saison, als der Abstieg des Vereins aus der Série A bereits feststand, den Klub verließ und nach Moldawien zu Sheriff Tiraspol wechselte. Für den Klub aus Transnistrien kam er bis zum Ende der Spielzeit 2020/21 zu 14 Einsätzen in der Divizia Națională. Mit Sheriff wurde er zu Saisonende Meister und qualifizierte sich in der folgenden Spielzeit mit der Mannschaft für die Gruppenphase der UEFA Champions League. In der Gruppenphase kam er in allen sechs Partien über die volle Distanz zum Einsatz, mit Sheriff besiegte er unter anderem Real Madrid, das Team erreichte in der Gruppe den dritten Rang. In der Liga absolvierte der Außenverteidiger bis zur Winterpause 14 Partien.
Im Januar 2022 wechselte Costanza nach Russland zu Krylja Sowetow Samara.

## Erfolge
Sheriff Tiraspol
- Divizia Națională: 2020/21